# Torre del vento

La torre del vento di Dowlat-abad a Yazd, una delle più alte esistenti.

Diagramma schematico di un'antica torre del vento e di un qanat iraniani, utilizzati per il refrigeramento evaporativo degli edifici.

Le torri del vento (badghir in persiano, barjeel in arabo) sono, in architettura, una soluzione "naturale" per il problema della climatizzazione degli ambienti in climi torridi come quello che dominava vaste aree dell'antica Persia, ed in epoche in cui non esisteva l'energia elettrica e quindi non erano ancora stati inventati gli scambiatori di calore funzionanti ad elettricità.

## Funzionamento
Funzionano asportando aria calda dall'interno dell'edificio durante il giorno, e immettendo aria fresca dall'esterno durante la notte. L'uso di vasche d'acqua sotterranee contribuisce ad umidificare e raffreddare ulteriormente l'aria.
Per funzionare sfruttano l'energia del vento o del sole. Generalmente il flusso d'aria si muove a causa della differenza di pressione tra la zona della torre dove soffia il vento e la zona sottovento. In assenza di vento, la corrente è determinata dall'aria calda che si trova a ridosso della parete sud della torre, e che scaldata dal sole tende a salire.